# Exocentrus fuscatulus
Exocentrus fuscatulus är en skalbaggsart som beskrevs av Holzschuh 1995. Exocentrus fuscatulus ingår i släktet Exocentrus och familjen långhorningar. Inga underarter finns listade i Catalogue of Life.